# Roberto Solozábal
Roberto Solozábal Villanueva (ur. 15 września 1969 w Madrycie) – hiszpański piłkarz grający na pozycji środkowego obrońcy. W swojej karierze 12 razy wystąpił w reprezentacji Hiszpanii.

## Kariera klubowa
Karierę piłkarską Solozábal rozpoczął w klubie Atlético Madryt. W latach 1987–1989 występował w rezerwach tego klubu w Segunda División B. W 1989 roku awansował do kadry pierwszego zespołu Atlético. 1 września 1989 zadebiutował w Primera División w wygranym 3:1 wyjazdowym spotkaniu z Valencią. W sezonie 1990/1991 stał się podstawowym zawodnikiem zespołu i zdobył z nim wówczas Puchar Króla. W 1992 roku ponownie zdobył krajowy puchar, a w sezonie 1995/1996 sięgnął z Atlético po dublet (mistrzostwo i puchar). W Atlético grał do zakończenia sezonu 1996/1997.
W 1997 roku Solozábal odszedł z Atlético do Realu Betis. Zadebiutował w nim 31 sierpnia 1997 w wygranym 3:1 wyjazdowym meczu z Realem Valladolid. W pierwszym składzie Betisu grał jedynie w sezonie 1997/1998. W sezonie 1999/2000 spadł z Betisem do Segunda División, jednak przez rok nie rozegrał żadnego spotkania i w 2001 roku zdecydował się zakończyć karierę piłkarską.
| Sezon   | Klub              | Kraj      | Rozgrywki          | Mecze | Bramki |
| ------- | ----------------- | --------- | ------------------ | ----- | ------ |
| 1987/88 | Atlético Madryt B | Hiszpania | Segunda División B | ?     | ?      |
| 1988/89 | Atlético Madryt B | Hiszpania | Segunda División B | ?     | ?      |
| 1989/90 | Atlético Madryt   | Hiszpania | Primera División   | 10    | 0      |
| 1990/91 | Atlético Madryt   | Hiszpania | Primera División   | 36    | 2      |
| 1991/92 | Atlético Madryt   | Hiszpania | Primera División   | 37    | 0      |
| 1992/93 | Atlético Madryt   | Hiszpania | Primera División   | 28    | 1      |
| 1993/94 | Atlético Madryt   | Hiszpania | Primera División   | 18    | 0      |
| 1994/95 | Atlético Madryt   | Hiszpania | Primera División   | 32    | 0      |
| 1995/96 | Atlético Madryt   | Hiszpania | Primera División   | 40    | 0      |
| 1996/97 | Atlético Madryt   | Hiszpania | Primera División   | 30    | 0      |
| 1997/98 | Real Betis        | Hiszpania | Primera División   | 26    | 0      |
| 1998/99 | Real Betis        | Hiszpania | Primera División   | 15    | 0      |
| 1999/00 | Real Betis        | Hiszpania | Primera División   | 1     | 0      |
| 2000/01 | Real Betis        | Hiszpania | Segunda División   | 0     | 0      |

## Kariera reprezentacyjna
W reprezentacji Hiszpanii Solozábal zadebiutował 17 kwietnia 1991 roku w przegranym 0:2 towarzyskim spotkaniu z Rumunią. W kadrze Hiszpanii grał również w eliminacjach do ME 1992 i eliminacjach do MŚ 1994. Od 1991 do 1993 roku wystąpił w kadrze narodowej 12 razy.
Solozábal grał również w młodzieżowych reprezentacjach Hiszpanii: U-18, U-19, U-20, U-21 i U-23. Z tą ostatnią w 1992 roku wywalczył złoty medal Igrzysk Olimpijskich w Barcelonie.
| Mecze i gole w reprezentacji | Mecze i gole w reprezentacji | Mecze i gole w reprezentacji | Mecze i gole w reprezentacji | Mecze i gole w reprezentacji | Mecze i gole w reprezentacji | Mecze i gole w reprezentacji |
| #                            | Data                         | Stadion                      | Rywal                        | Wynik                        | Gol                          | Rozgrywki                    |
| 1991                         | 1991                         | 1991                         | 1991                         | 1991                         | 1991                         | 1991                         |
| ---------------------------- | ---------------------------- | ---------------------------- | ---------------------------- | ---------------------------- | ---------------------------- | ---------------------------- |
| 1.                           | 17.04.1991                   | Cáceres, Hiszpania           | Rumunia                      | 0:2                          | 0                            | towarzyski                   |
| 2.                           | 04.09.1991                   | Oviedo, Hiszpania            | Urugwaj                      | 2:1                          | 0                            | towarzyski                   |
| 3.                           | 25.09.1991                   | Reykjavík, Islandia          | Islandia                     | 1:2                          | 0                            | el. ME 1992                  |
| 4.                           | 12.10.1991                   | Sewilla, Hiszpania           | Francja                      | 1:2                          | 0                            | el. ME 1992                  |
| 5.                           | 13.11.1991                   | Sewilla, Hiszpania           | Czechosłowacja               | 2:1                          | 0                            | el. ME 1992                  |
| 1992                         |                              |                              |                              |                              |                              |                              |
| 6.                           | 09.09.1992                   | Santander, Hiszpania         | Anglia                       | 1:0                          | 0                            | towarzyski                   |
| 7.                           | 23.09.1992                   | Ryga, Łotwa                  | Łotwa                        | 0:0                          | 0                            | el. MŚ 1994                  |
| 8.                           | 14.10.1992                   | Belfast, Irlandia Północna   | Irlandia Północna            | 0:0                          | 0                            | el. MŚ 1994                  |
| 9.                           | 18.11.1992                   | Sewilla, Hiszpania           | Irlandia                     | 0:0                          | 0                            | el. MŚ 1994                  |
| 10.                          | 16.12.1992                   | Sewilla, Hiszpania           | Łotwa                        | 5:0                          | 0                            | el. MŚ 1994                  |
| 1993                         |                              |                              |                              |                              |                              |                              |
| 11.                          | 27.01.1993                   | Las Palmas, Hiszpania        | Meksyk                       | 1:1                          | 0                            | towarzyski                   |
| 12.                          | 08.09.1991                   | Alicante, Hiszpania          | Chile                        | 2:0                          | 0                            | towarzyski                   |

## Sukcesy
- Mistrzostwo Hiszpanii (1)

Atlético: 1995/1996
- Puchar Króla (3)

Atlético: 1991, 1992, 1996
- Złoty Medal Igrzysk Olimpijskich (1)

Hiszpania U-23: 1992